# Comuna Serne, Muncaci
Serne (în ucraineană Серне) este o comună în raionul Muncaci, regiunea Transcarpatia, Ucraina, formată din satele Barkasovo și Serne (reședința).

## Demografie
Componența lingvistică a comunei Serne
     Maghiară (91,7%)
     Ucraineană (7,66%)
     Alte limbi (0,48%)
Conform recensământului din 2001, majoritatea populației comunei Serne era vorbitoare de maghiară (91,7%), existând în minoritate și vorbitori de ucraineană (7,66%).